# Mezinárodněprávní uznání státu
Mezinárodněprávní uznání státu je pojem, který v rámci mezinárodního práva vyjadřuje formální stvrzení existence státu jako oddělené a nezávislé státní jednotky a vlády státem jiným. Jedná se tedy především o politický proces, kdy je status státu či suverenita nově získaného teritoria uznána jako legální. Každá země se rozhoduje zcela individuálně, jestli takovéto uznání vyjádřit. Mezinárodněprávní uznání je důležitým důkazem naplnění základních kritérií pro vznik nového státního útvaru. Těmito jsou například jasně definované teritorium, trvalé obyvatelstvo, vláda a jistá míra stability. Velký počet mezinárodněprávních uznání však může i přes nenaplnění některých podmínek znamenat výraznou podporu pro stát o uznání usilující.
Národ tak není plně suverénní, dokud ostatní národy neuznají jeho svrchovanost. Formální uznání státu má zajistit potvrzení možnosti angažovat se a považovat se v mezinárodním společenství za nezávislou politickou strukturu. Důsledkem těchto rozhodnutí je efekt, který předstírá, jako by nově uznaný stát vždy existoval, a nová vláda tudíž může pracovat v rámci mezinárodních projektů, které byly již započaty starou vládou, která byla zmíněnou novou vládou nahrazena.
Rozhodnutí uznat nový národní stát je politický akt, který je v pravomoci oficiálních zástupců zahraniční politiky. Pokud není stát či vláda právně uznána, není oprávněna se podílet na mezinárodních jednáních či aplikovat vlastní normy v soudních procesech a jurisdikci.

## Deklarativní a konstitutivní pohled na uznání státu
Teorie mezinárodněprávního uznání státu tradičně rozeznává dva základní pohledy, a to konstitutivní a deklarativní.
Konstitutivní teorie zastává postoj, že akt uznání sám o sobě znamená vznik státu. Dle tohoto úhlu pohledu tak společně s tímto krokem dobrovolně vstupují do vztahů s ostatními státy. Subjekt mezinárodního práva se nestává jeho pevnou součástí dříve, než nejsou úspěšně uzavřena jednání ohledně aktu uznání či aktu jemu ekvivalentnímu. Tento krok je vzájemný a konstitutivní, tedy vytváří práva a povinnosti, které do této chvíle neexistovaly. Konstitutivnímu pojetí však bývá především vytýkán fakt, že není možné, aby jistá komunita uzavřela dohodu, jež předpokládá její uznání jako součást mezinárodního práva, aniž by předtím tato komunita nedisponovala existencí jurisdikce.
Deklarativní pohled naopak konstatuje, že stát se stává subjektem mezinárodního práva, tedy součástí systému mezinárodních práv a povinností, ve chvíli, kdy započne jeho faktická existence. Tohoto stavu může být dosaženo skrze naplnění základních podmínek, které jsou v mezinárodním právu zakotveny. V očích tohoto postoje je tak akt uznání spíše jen politickým krokem či má zajistit stabilitu diplomatických vztahů mezi státem uznávajícím a státem, jehož existence má být uznána. Bývá však namítáno, že ačkoli stát již v rámci faktického vzniku disponovat všemi právy, které jsou mu jako státu v mezinárodním právu garantovány, pouze mezinárodněprávní uznání ze strany mezinárodní komunity mu dovoluje tato práva legálně užívat.

## Montevidejská úmluva
Problematikou mezinárodněprávního uznání států či vlád se zabývá Montevidejská úmluva o právech a povinnostech států, která byla podepsána dvaceti účastníky 7. Mezinárodní konference amerických států 26. prosince 1933 a v platnost vešla o rok později. Tato regionální konvence stanovila, že stát jako subjekt mezinárodního práva musí disponovat trvalým obyvatelstvem, definovaným teritoriem, vládou a musí být schopný vstoupit do vztahů s jinými státy (článek 1). Dokument úmluvy též konstatuje, že politická existence státu je nezávislá na uznání jinými státy. Stát má i tak před tímto aktem právo bránit svou celistvost a nezávislost, podnikat kroky k zachování vlastní existence či právo stát organizovat a definovat jurisdikci a kompetenci vlastních soudů (článek 3). Dále také zmiňuje fakt, že akt uznání státu pouze znamená, že uznávající stát přijímá osobnost toho druhého se všemi právy a povinnostmi vycházejících z mezinárodního práva, přičemž takovýto krok je bezpodmínečný a neodvolatelný (článek 6).

## Právní neuznání státu
V rámci mezinárodního práva můžeme mluvit i o kontrastním scénáři, tedy neuznání státu. Tímto jevem se zabývá tzv. Stimsonova doktrína, která byla vytvořena v roce 1932 americkým ministrem zahraničí Henry L. Stimsonem v rámci projednávání situace v Mandžusku obsazeného Japonskem. Doktrína vychází z principu, že z ilegálních aktivit nemůže vzejít legální právo. Právě tyto aktivity, které jsou v nesouladu s mezinárodním právem, bývají hlavním příčinou rozhodnutí uznání státu negarantovat. Takovou aktivitou je například použití síly apod.

## Typy mezinárodního uznání
V mezinárodním právu rozlišujeme základní typy mezinárodního uznaní státu
Podle obsahu rozlišujeme dva typy uznaní de iure a de facto

### De iure
- Pod pojmem uznaní de iure chápeme definitivně neodvolatelné rozhodnutí uznávajícího mezinárodního aktéra, o akceptaci daného státu jako plnohodnotného subjektu mezinárodního práva. Přičemž tento mezinárodní aktér vyjadřuje svoje rozhodnutí navázat s uznávaným státem právní a politické vztahy v úplném rozsahu. Toto uznání zaniká v momentě zániku uznaného státu.[9]

### De facto
- jde o časově a obsahově omezený druh uznání, které si zachovává svojí právní hodnotu a právní účinky, které jsou však omezenější jako při prvním typu uznání de iure. Uznání de facto je možné kdykoliv odvolat a nese charakteristiku právního poměru, který zasahuje nad rámec základních práv a povinností států. Příkladem takového uznání může být uzavření obchodních nebo vojenských dohod s uznávaným státem. K takovému uznání dochází většinou za cílem dosáhnutí určitých zájmových motivů uznávaných a uznávajících aktérů, přičemž se většinou uznávající aktéři nechtějí nutně ve svojí politice vázat vůči druhému státu. V praxi je využívaný v situacích, kdy chce určitý stát v krátkém čase upravit svůj vztah vůči nově vzniklému státu a zároveň si nechat prostor pro vlastní politiky, když se stát domnívá, že nově vzniklý útvar se nedá považovat za stabilní.[10]

Podle formy rozdělujeme uznání na vyslovené nebo nevyslovené (mlčky dělané)

### Vyslovené uznání
- Vysloveným uznáním se rozumí přímo oficiálně vyslovený akt, kterým daný stát projevuje svojí vůli uznat druhý stát. Takový to akt může být zahrnutý ve vyhlášení vlády nebo diplomatické nótě, která prohlašuje uznání nově vzniklého státu. Za právní účinky uznání se však nepovažuje společná účast s nově vzniklým státem na mezinárodní konferenci.[10]

### Nevyslovené uznání
- Za nevyslovené uznání se naopak považuje akt, kdy uznávající stát neoficiálně akceptuje legitimní existenci uznávaného státu. Uznání je možné rozdělit i podle objektu, který o uznání usiluje. Objekty uznání mohou být státy nebo vlády jednotlivých států.[10]

## Uznání státu
Stát je nejdůležitějším subjektem mezinárodního práva veřejného a to od rozpadu feudálního systému koncem 18. století, kdy nastoupila koncepce státu jako subjektu s vlastními právy a povinnostmi. O tom či bude stát uznaný, rozhodují státy samy, a toto uznání může probíhat na multilaterální úrovni, kdy státy rozhodují o přijatí stávajícího se státu do OSN či jiných mezinárodních organizaci anebo na dvojstranné bilaterální úrovni prostřednictvím jeho obecného uznání uznávajícím státem.
Na to, aby mohl být stát uznaný, musí splňovat 4 základní podmínky: stálé obyvatelstvo, přesně vymezené státní území, schopnost vlády mocensky se prosadit v rámci daného státního útvaru a způsobilost navazovat styky s jinými státy.

## Vláda
Dalším objektem mezinárodního uznání je vláda. Vláda a její změny spadají spíše pod vnitrostátní než mezinárodní právo. Ale k problematickému mezinárodnímu uznání už tehdy oficiálně uznaného státu může dojít i za okolností, když ve státu dojde k neústavní změně vlády a v rámci jediného státu tak proti sobě vystupuje více vládních reprezentantů. Tímto se otvírá problematická otázka, jak vládní představitelé nebo vládní subjekty by měli být uznáni za právoplatné reprezentanty státu v mezinárodním prostředí.

## Rozlišení podle míry uznání

### Státy se všeobecným a s omezeným uznáním.
Podle míry uznání se v mezinárodním společenství dají rozlišit nejméně dvě skupiny států. Většina států má téměř všeobecné uznání. To se týká většiny členů OSN. Dále jsou tu státy, které mají pouze omezené uznání od ostatních. Z těchto států nebyly některé do OSN přijaty, ale mnohé z nich členy organizace jsou. Navzájem se neuznávají desítky členských zemí OSN. Korejská lidově demokratická republika se navzájem neuznává s Korejskou republikou. Ačkoliv jejich konflikt vrcholil v 50. letech, dodnes ještě formálně neskončil. Ázerbájdžán stále nechce uznat Arménii ve sporu o Náhorní Karabach. Mnoho především arabských členů OSN, tedy zemí, kde převládá islám, neuznává Izrael. Belize nebyla dlouhou dobu uznána Guatemalou. Najít se dá jistě i mnoho dalších příkladů.
Vymezit se ale dá ještě jedna skupina jednotek. Jedná se o útvary, které vyhlásily nezávislost, ale nejsou uznány žádným státem. Nemohou být tedy ani členy OSN. Úmyslně zde není použito slovo „stát“, protože není jasné, jestli jednotky jako Náhorní Karabach, Podněstří, nebo Somaliland mohou být za státy považovány.

## Mezinárodněprávní uznání státu v Chartě OSN
„Charta obsahuje pravidla pro přijímání členů do OSN. Za členy mohou být, podle čl. 4, přijaty všechny mírumilovné státy, které akceptují závazky charty a jsou OSN považovány za způsobilé tyto závazky plnit. Rada bezpečnosti doporučuje přijetí nových členů, což musí být následně schváleno dvoutřetinovou většinou na valném shromáždění.“ Charta nespojuje členství s uznáním státu, a proto mimo stojí například Palestina, kterou uznává 129 členů OSN. Proti jejímu přijetí byla například Česká republika.
Neexistuje žádný právní dokument, který by určoval podmínky pro vznik státu. Proto se ani charta OSN k těmto podmínkám nevyjadřuje. Mezinárodní právo nestanovuje pravidla pro vyhlášení nezávislosti státu. Jedná se o velice složité téma pro rozhodování, a proto jsou uznání státu, rozhodnutí o navázání diplomatických styků a podobná témata zařazena do kategorie mimoprávní. Jako podpora tohoto tvrzení se nabízí příklad Kosovo. V roce 2008 se valné shromáždění OSN obrátilo na soud s žádostí o poradní posudek na záležitosti Kosova. Jednalo se však pouze o dotaz na legalitu vyhlášení nezávislosti. Nikdo totiž nežádal o posouzení státnosti Kosova, legality uznání, nebo mezinárodněprávních důsledků vyhlášení nezávislosti. Na světě totiž nejsou instituty, které by měly právo tyto věci nějakým způsobem regulovat.

## Mezinárodněprávní status Kosova
Mezinárodněprávní status Kosova je určován jeho choulostivou mezinárodně politickou situací, která je různými státy světa a různými mezinárodními organizacemi interpretována odlišně. Vzhledem k tomu, že Kosovo prozatím neuznává ani polovina členů OSN, je klíčovou úlohou kosovské zahraniční politiky získat další uznání ve světě.
Na podnět Srbska požádalo Valné shromáždění OSN Mezinárodní soudní dvůr v Haagu (ICJ) o poradní posudek k otázce souladu vyhlášení nezávislosti Kosova s mezinárodním právem. V červenci 2010 vydal ICJ poradní posudek konstatující, že vyhlášením nezávislosti nebylo porušeno obecné mezinárodní právo ani režim stanovený rezolucí č. 1244. V září 2010 poté Valné shromáždění OSN přijalo rezoluci, na jejímž znění se po dlouhých jednáních shodly EU i Srbsko. V ní Valné shromáždění bere na vědomí obsah poradního posudku ICJ a vítá připravenost EU být nápomocna procesu dialogu mezi Kosovem a Srbskem, který má řešit otázky praktického soužití a spolupráce obou zemí.
K 1. 4. 2013 Kosovo uznalo 98 zemí OSN z toho 22 členských států Evropské unie. Rovněž Česká republika s Kosovem navázala standardní diplomatické vztahy prostřednictvím uznání Kosova dne 21. května 2008, což stvrdila otevřením českého velvyslanectví v Prištině vedeného na úrovni chargé d'affaires k 1. srpnu 2008, které nahradilo dosavadní styčnou kancelář, otevřenou již v listopadu 2006.

### Prohlášení nezávislosti
Kosovský parlament 17. února 2008 přijal Deklaraci nezávislosti. V této Deklaraci stojí, že Kosovo je nezávislý, suverénní, demokratický, světský a multietnický stát a rovněž se hlásí k principům stanoveným v Ahtisaariho plánu. Rovněž Kosovo i nadále uvítá podporu mezinárodního společenství poskytovanou mimo jiné na základě rezoluce č. 1244 a zve na své území mise vyslané NATO a EU, aby zde mohly vykonávat své úkoly.

### Kosovo jako precedent
V preambuli Deklarace nezávislosti Kosovo samo uvádí, že je speciálním případem (sui generis) a není precedentem. Nezávislost plyne z nedobrovolného rozpadu Jugoslávie.
Mezinárodní soudní dvůr ve svém posudku konstatuje, že proces přijetí deklarace byl odlišný od běžné legislativní procedury dočasného kosovského parlamentu. Akt vyhlášení nezávislosti Kosova nebyl vnímán jako porušující mezinárodní právo. Soud měl za to, že čtyři pilíře stanovené v rezoluci 1244 jsou zaměřeny na stabilizaci a rekonstrukci Kosova, tedy ne na finalizaci jeho statutu. Rezoluce 1244 dala toliko mandát k zprostředkování rozhovorů ohledně kosovského statutu bez ambice předjímání výsledku jednání. Vyhlášení nezávislosti Kosova mají tendenci jako precedent vnímat představitelé států, na jejichž území se vyskytuje menšina mající secesistické tendence stejně jako sami představitelé těchto skupin. Rozhodnutí soudu v druhém případě je povzbuzením pro osvobozenecké aktivity.
Když chceme tyto odlišné názory na uznání Kosova správně pochopit, musíme zohlednit vztahy mezi třemi hlavními světovými aktéry. Těmi jsou Rusko, Spojené státy a Evropská unie.
Podle Ruska je Kosovo precedentem, který narušuje systém mezinárodního práva. Je to dvojsečná zbraň, která se časem může obrátit proti kterékoli zemi, která nezávislost Kosova uzná. Rusko ačkoli nemůže prohlášení nezávislosti Kosova zabránit, má možnost spolu s Čínou vetovat vstup Kosova do Organizace spojených národů (OSN). Podle ministra zahraničních věcí Sergeje Lavrova může kosovská deklarace nezávislosti vést k řetězové reakci separatistických aktivit na Balkáně i jinde. Za taková sporná území můžeme považovat Abcházií, Jižní Osetii ale i Skotsko, Katalánsko a mnohé jiné regiony světa. I z tohoto důvodu někteří členové Evropské unie neuznávají Kosovo za plnohodnotného mezinárodní aktéra. Patří sem například Španělsko, Slovensko, Kypr a Řecko, kterým by tohle uznání mohlo způsobit vnitrostátní potíže.
USA a EU mají však na nezávislost Kosova odlišný názor. Pro ně je nezávislost jediným možným řešením v této problematické oblasti a zároveň odmítají jakýkoli domino efekt s ní spojený. Kosovo tak považují za unikátní případ mezinárodního práva.